# Michał Marzyński
Michał Maciej Marzyński (ur. 1900 w Łodzi, zm. 4 sierpnia 1970 tamże) – polski lekarz psychiatra. Jego imieniem nazwano Wojewódzki Szpital dla Nerwowo i Psychicznie Chorych w Sieniawce.

## Życiorys
Był synem łódzkiego lekarza Józefa Maybauma-Marzyńskiego (1870-1946) oraz Stefanii Racheli z Grossmanów (1879-1971), pochodzącej z Częstochowy. Stefania była córką Jana Grossmana (1851-1924), przemysłowca i działacza społecznego a wnuczką Lazarusa Grosmana (1820–1892), księgarza i fabrykanta. Jej pradziadkiem był Abraham Buchner, kontrowersyjny w środowiskach żydowskich nauczyciel warszawskiej Szkoły Rabinów, orędownik Haskali, czyli żydowskiego oświecenia. Józef Maybaum-Marzyński był gastrologiem i pionierem leczenia onkologicznego. W 1927 został pierwszym kierownikiem Instytutu Leczenia Radem przy ul. Piotrkowskiej 175, gdzie też Marzyńscy mieszkali. Stefania Maybaum-Marzyńska była zaangażowana społecznie na rzecz biedoty, dzieci i kobiet. W 1904 wraz z mężem i jego kolegami-lekarzami założyła a następnie prowadziła jako przewodnicząca instytucję opieki zdrowotnej dzieci Kropla Mleka, pierwszą tego typu organizację na ziemiach polskich. Organizacja ta prężnie rozwijała się aż do 1939, kiedy zlikwidowali ją niemieccy okupanci.
Miał starszego brata, Stanisława, architekta, profesora i budowniczego kościołów. Maybaumowie uważali się za "Polaków wyznania mojżeszowego", o czym świadczy użycie takich określeń w stosownych rubrykach zachowanych świadectw szkolnych Stanisława. W 1917 cała rodzina przyjęła chrzest w Kościele katolickim a w 1921 przybrała polsko brzmiące nazwisko Marzyńskich.
W 1918 ochotniczo wstąpił do Wojska Polskiego, w armii pozostał do 1921. Studiował medycynę na Uniwersytecie Warszawskim, studia ukończył w 1928 roku. Od 1928 do 1930 pracował w szpitalu psychiatrycznym „Kochanówka”. W 1930 został asystentem w Klinice Chorób Nerwowych i Umysłowych Uniwersytetu Stefana Batorego w Wilnie, od 1931 kierowanej przez Maksymiliana Rosego. Pracował także w kierowanym przez Rosego Polskim Instytucie Badań Mózgu. Wyjeżdżał za granicę dokształcać się, m.in. w klinice Oskara Vogta. Przez trzy lata prowadził szpital psychiatryczny w Kojranach. W 1937 habilitował się pod kierunkiem Rosego na podstawie rozprawy Opieka nad umysłowo chorymi w województwach wschodnich. Po śmierci Rosego przeniósł się do Łodzi i pracował jako lekarz Ubezpieczalni Społecznej. W 1939 zmobilizowany do Warszawy. W okresie wojny działał w AK w powiecie koneckim, był delegatem Powiatowej Delegatury Rządu Końskie. Po zakończeniu wojny powrócił do Łodzi. Od 1949 pracował w Klinice Psychiatrycznej Uniwersytetu Łódzkiego, w 1953 zastąpił zmarłego Stanisława Słomczyńskiego na stanowisku dyrektora „Kochanówki”. Szpitalem kierował do 1961. Objął wtedy stanowisko dyrektora Szpitala w Bolesławcu. We wrześniu 1969 z powodu złego stanu zdrowia przeszedł na emeryturę i przeniósł się do rodzinnego miasta, gdzie zmarł. Pochowany jest na Starym Cmentarzu w Łodzi.
Odznaczony m.in. Krzyżem Oficerskim Orderu Odrodzenia Polski, Złotym Krzyżem Zasługi, Śląskim Krzyżem Powstańczym, odznaką Za wzorową pracę w służbie zdrowia.

## Wybrane prace
- Baranowski L., Borysowicz J., Marzyński M., Ossendowski A., Parandowski, Witek S. Metodyka leczenia schizofrenji insuliną. Warszawskie Czasopismo Lekarskie 12, s. 554, 1935
- Borysowicz J., Marzyński M. Dalsze spostrzeżenia przy leczeniu schizofrenji dużemi dawkami insuliny. Rocznik Psychjatryczny 28, s. 70-93, 1936
- Opieka nad umysłowo chorymi w województwach wschodnich. Pamiętnik Wileńskiego Towarzystwa Lekarskiego 1936, R. 12 z. 6
- Ergebnisse der Insulinshockbehandlung bei Schizophrenie[12]. 1937